# B3 (bourse des valeurs)
B3 anciennement BM&F Bovespa est une entreprise brésilienne responsable des activités boursières de la bourse de São Paulo, le Bovespa et du BM&F, le marché des contrats à terme et des matières premières. Ses activités principales sont la compensation et le règlement/livraison, ainsi que les produits dérivés sur actions et matières premières. BM&F Bovespa est notamment coté en bourse au Bovespa et fait partie des titres composant l’indice de la bourse. 
Elle est fondée le 24 août 1890. Le Bovespa est l'union des Bourses de valeurs de São Paulo, Rio de Janeiro, Minas-Espírito Santo-Brasília, Extremo Sul, Santos, Bahia-Sergipe-Alagoas, Pernambuco et Paraíba, Paraná et de la Bolsa Regional.
À la suite de cette union, São Paulo concentre les échanges d'actions, Rio de Janeiro est responsable des titres publics et les bourses régionales conservent une activité de développement du marché et de prestation de services locaux. Actuellement, le Bovespa est le plus grand centre d'Amérique latine d'échange d'actions conforté par la fusion au sein du Bovespa de toutes les Bourses brésiliennes.

## Histoire
Le Brésil a longtemps joué un rôle modeste dans l'Histoire des bourses de valeurs. Jusqu'au milieu des années 1960, le Bovespa et les bourses brésiliennes sont rattachés aux États.
Avec les réformes du système financier national des années 1965/1966, les bourses se transforment en associations civiles sans but lucratif, ayant une autonomie administrative et financière.
La bourse de São Paulo devient une entité auto-régulée, sous la surveillance de la Comissão de Valores Mobiliários (CVM).
Depuis cette réforme, le Bovespa a été en constante évolution aussi bien au niveau des technologies utilisées que des services auprès des investisseurs, intermédiaires et sociétés cotées.
En 1972, elle fut la première Bourse brésilienne à utiliser des systèmes d'informations temps-réel.
Dans les années 1980, un système d'opération par téléphone est mis en place, « Sistema Privado de Operações por Telefone » (SPOT) ainsi qu'un système de services en ligne pour les courtiers.
En 1990, est mis en place pour les négociations le Computer Assisted Trading System (CATS) qui est utilisé en simultané avec le système à « vive voix ».
En 1999, sont lancés les services « Home Broker » et « After Market ». Home Broker est le seul système au monde permettant à l'investisseur de transmettre directement son ordre de vente ou d'achat au Bovespa.
L'« After Market » permet de passer des ordres même en dehors des horaires d'ouverture .
En mars 2006, BM&F et Bovespa annoncent leur fusion, la première est spécialisée dans les produits dérivés, alors que la deuxième est spécialisée dans le marché d'action en contrôlant la bourse de São Paulo.
En avril 2016, BM&F Bovespa annonce l'acquisition de Cetip, une chambre de compensation brésilienne, pour l'équivalent de 3,3 milliards de dollars.